# Cesare Augusto Fanelli
Cesare Augusto Fanelli (Sezze, 19 febbraio 1915 – Frosinone, 13 giugno 1997) è stato un politico italiano.

## Biografia
Augusto Cesare Fanelli nasce a Sezze da una famiglia di proprietari terrieri residenti nel comune di Casalvieri.
In gioventù partecipò alla guerra d'Africa come sottufficiale volontario dell'Aeronautica, ottenendo una decorazione per interventi aerei a bassa quota.
Conseguita la laurea in Scienze Politiche, fu eletto deputato in Parlamento per la prima volta nel 1948 a soli 33 anni, nelle file della Democrazia Cristiana.
Ha ricoperto più volte il ruolo di Sottosegretario di Stato: ai Trasporti nel governo di Antonio Segni, al Tesoro con Amintore Fanfani, alle Poste e Telecomunicazioni con Fernando Tambroni, al Lavoro e Previdenza sociale con Giovanni Leone ed ha ricoperto il ruolo di rappresentante italiano al Consiglio D'Europa.
Fu presidente della Provincia di Frosinone, dove si era trasferito, per tre volte tra il 1946 e il 1958 e consigliere comunale sia a Fiuggi, sia a Frosinone.
Ha ricoperto incarichi di rilievo nazionale anche presso l'Opera Nazionale Maternità e Infanzia (Onmi) e la Croce Rossa Italiana, oltre ad altri incarichi locali.
La sua carriera politica a livello nazionale si interruppe nel 1972. Dopo la conclusione dell'esperienza parlamentare, Fanelli riprese gli studi universitari, conseguendo la laurea in medicina e chirurgia.